# One Piece, le film
One Piece, le film, intitulé simplement One Piece (ワンピース) au Japon, est le tout premier film de la franchise One Piece, mettant en scène les personnages de Monkey D. Luffy, Roronoa Zoro, Nami et Usopp. 
Il est sorti dans les salles obscures japonaises le 4 mars 2000 pour être ensuite disponible en DVD le 21 janvier 2001. Le film, d'une durée de 51 minutes, était présenté avec le second volet de Digimon Adventure. Lors de leur première semaine d'exploitation, ils ont atteint la seconde place du box-office, ont reculé d'une place en deuxième semaine, pour finalement se hisser aux deux premières places en quatrième et cinquième semaines. Les recettes du film s'élèvent au total à 2 160 000 000 de yens.
Ce n'est qu'une dizaine d'années plus tard que ce premier opus sort en France, le 24 août 2011, en DVD et Blu-ray édité par Kazé.

## Synopsis
La légende veut que Woonan, surnommé le Grand Pirate d'Or, ait laissé à sa mort un trésor colossal sur une petite île isolée. Nombreux sont les pirates qui convoitent cette montagne d'or. Le capitaine Eldorago et son équipage sont sans doute les plus acharnés : après avoir traqué et tué tous les anciens membres de l'équipage de Woonan, ils mettent la main sur la fameuse carte permettant de localiser l'île et le trésor du pirate disparu. Diverses circonstances conduiront l'équipage du chapeau de paille, dont les membres ont été séparés, à se mettre eux aussi à la recherche du trésor. Dans cette quête, ils seront aidés d'un jeune garçon, Tobio, désireux de retrouver Woonan pour faire partie de son équipage, ainsi que de son grand-père, Ganzo, qui semble connaître Woonan bien plus qu'il n'y paraît...

## Dans la chronologie
Ce premier film s'intègre sans problème dans la chronologie de la série animée. Étant donné que le personnage de Sanji n'apparaît pas, le film s'intercale entre les épisodes 18 et 19, soit entre l'arc Kuro et l'arc Baratie.

## Doublage
À l'instar des épisodes de la série animée, le doublage français a été supervisé par Tōei animation. Les comédiens ont été dirigés par Philippe Roullier et Julie Basecqz. Les dialogues sont signés Anthony Panetto.
| Personnages     | Voix japonaises  | Voix françaises     |
| --------------- | ---------------- | ------------------- |
| Monkey D. Luffy | Mayumi Tanaka    | Stéphane Excoffier  |
| Zoro Roronoa    | Kazuya Nakai     | Patrick Noérie      |
| Nami            | Akemi Okamura    | Kelly Marot         |
| Usopp           | Kappei Yamaguchi | Jean-Pierre Denuit  |
| Tobio           | Yuka Imai        | Adrien Solis        |
| Eldorago        | Kenji Utsumi     | Frédéric Souterelle |
| Ganzo           | Takeshi Aono     | Jérôme Keen         |
| Woonan          | Nachi Nozawa     | Patrice Baudrier    |
| Narrateur       | Mahito Ōba       | Antoine Tomé        |